# IC 2068
IC 2068 ist eine Linsenförmige Galaxie vom Hubble-Typ S0/a im Sternbild Caelum am Südsternhimmel. Sie ist schätzungsweise 193 Millionen Lichtjahre von der Milchstraße entfernt und hat einen Durchmesser von etwa 70.000 Lichtjahren. Gemeinsam mit LEDA 568379 bildet sie ein (optisches?) Galaxienpaar.

Im selben Himmelsareal befindet sich u. a. die Galaxie NGC 1585.
Das Objekt wurde am 9. Dezember 1895 von Lewis Swift entdeckt.